# Jean Joseph François Tassaert
Jean Joseph François Tassaert (* 1765 in Paris; † 3. August 1838 ebenda) war ein französischer Maler und Kupferstecher aus der Künstlerfamilie Tassaert.

## Leben
Jean Joseph François Tassaert war ein Sohn des Bildhauers Antoine Tassaert und dessen Frau Marie Edmée Tassaert, geborene de Moreau (1736–1791). 1775 kam er mit seinen Eltern nach Berlin, wo er Zeichenunterricht bei seiner Mutter, seinen beiden Schwestern Félicité und Antoinette sowie mehreren Klassenkameraden erhielt, darunter auch Johann Gottfried Schadow. Nach seiner Ausbildung ging er 1786 nach London, um bei seinem Onkel, dem Maler und Kupferstecher Philippe Joseph Tassaert, zu bleiben. Dort lernte er bei Francesco Bartolozzi, mit dessen Sohn Gaetano Bortolozzi er eng befreundet war, die Technik des Punktstichs. Nach dem Tod seines Vaters kehrte er 1788 nach Berlin zurück. 1792 zog das Paar nach Paris.

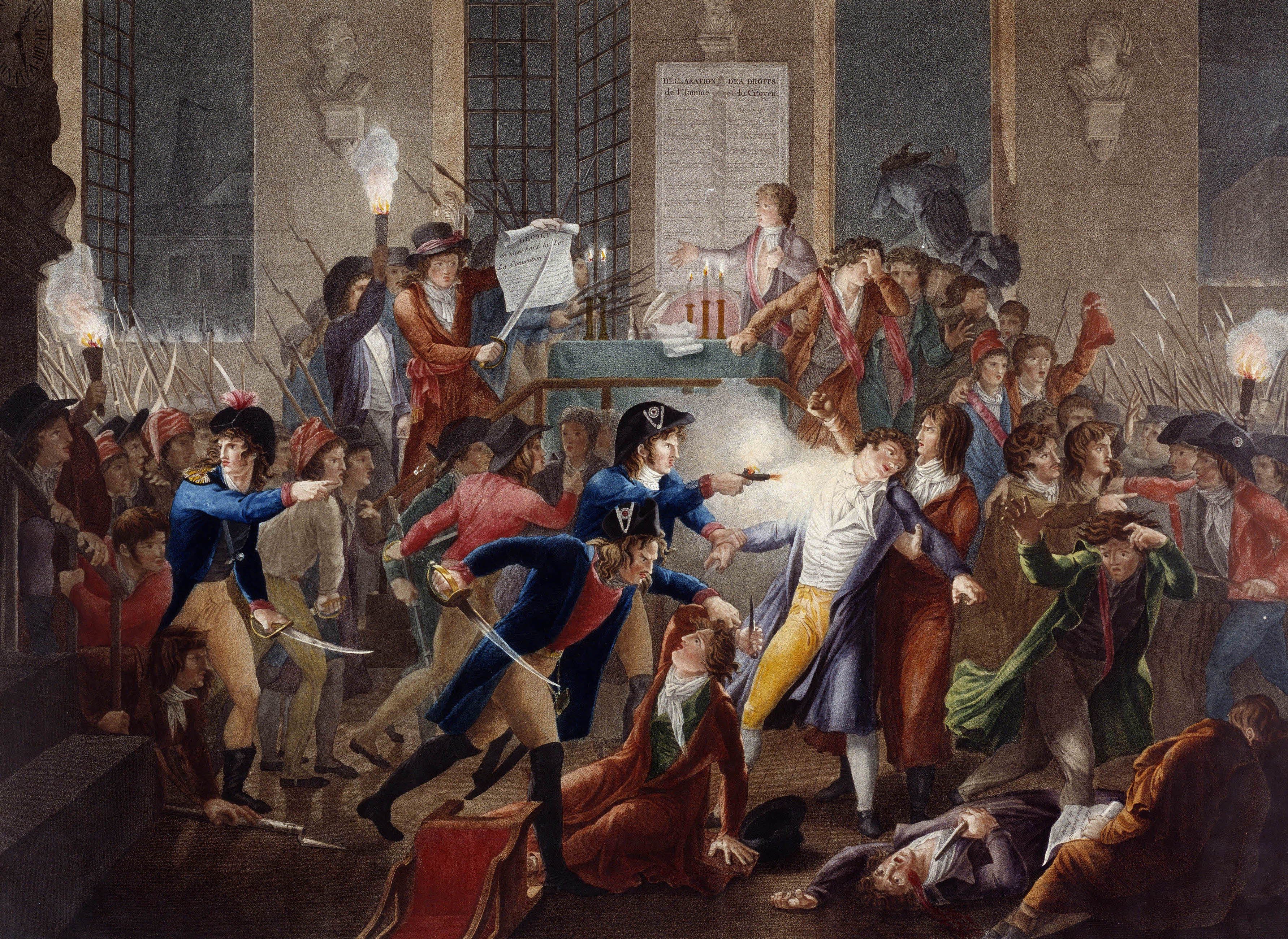
Die Nacht vom 9. auf den 10. Thermidor im Jahre 2

 Dort entstanden mehrere Werke, die Ereignisse der Revolution betrafen, darunter Die Nacht vom 9. auf den 10. Thermidor im Jahre 2. Ab 1798 stellte er seine Kunst in den Dienst Bonapartes. Er gravierte zahlreiche Porträts Buonapartes und von Marschällen und Generälen. Er war an der berühmten Beschreibung von Ägypten als einer von 80 Designern und Graveuren beteiligt. Eine Geschichte von Katharina II. ist mit von ihm signierten Porträts illustriert.

## Familie
François Tassaert heiratete 1789 in Rupin bei Berlin Dorothée Louise Stenger (1761–1816). Das Paar hatte sieben Kinder, von denen fünf das Erwachsenenalter erreichten:
- Paul (1792–1850), Graveur
- Adelaide Flore Virginie (1796–1862)
- Septime Laurent Louis (1799–1832), Kupferstecher, starb an Cholera
- Nicolas François Octave (1800–1874), Zeichner, Maler und Lithograph der Romantik
- Félix Théophile (1801–1876), Polsterer